# Awamori

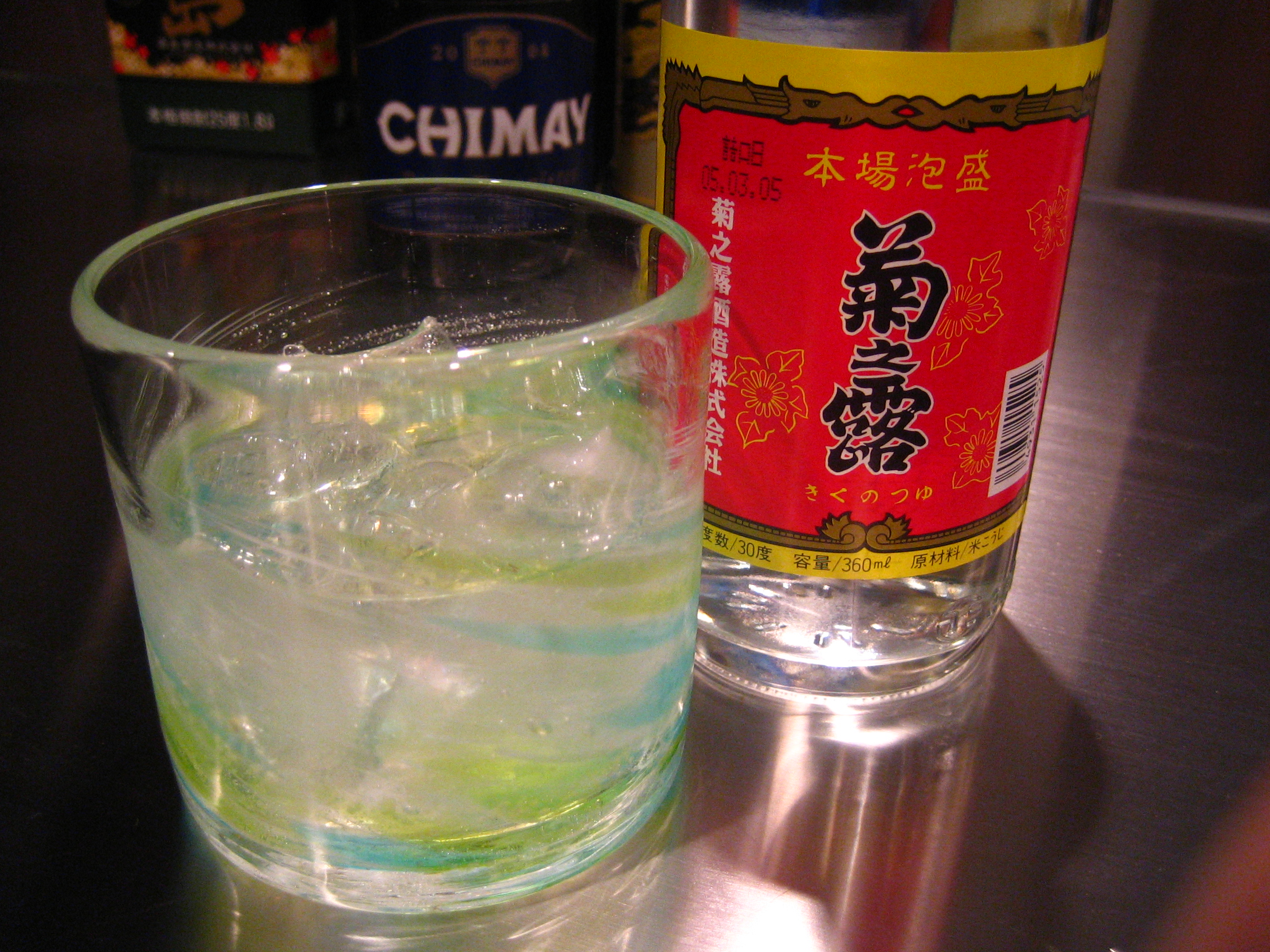
En flaska Awamori från Kikunotsuyu-destilleriet

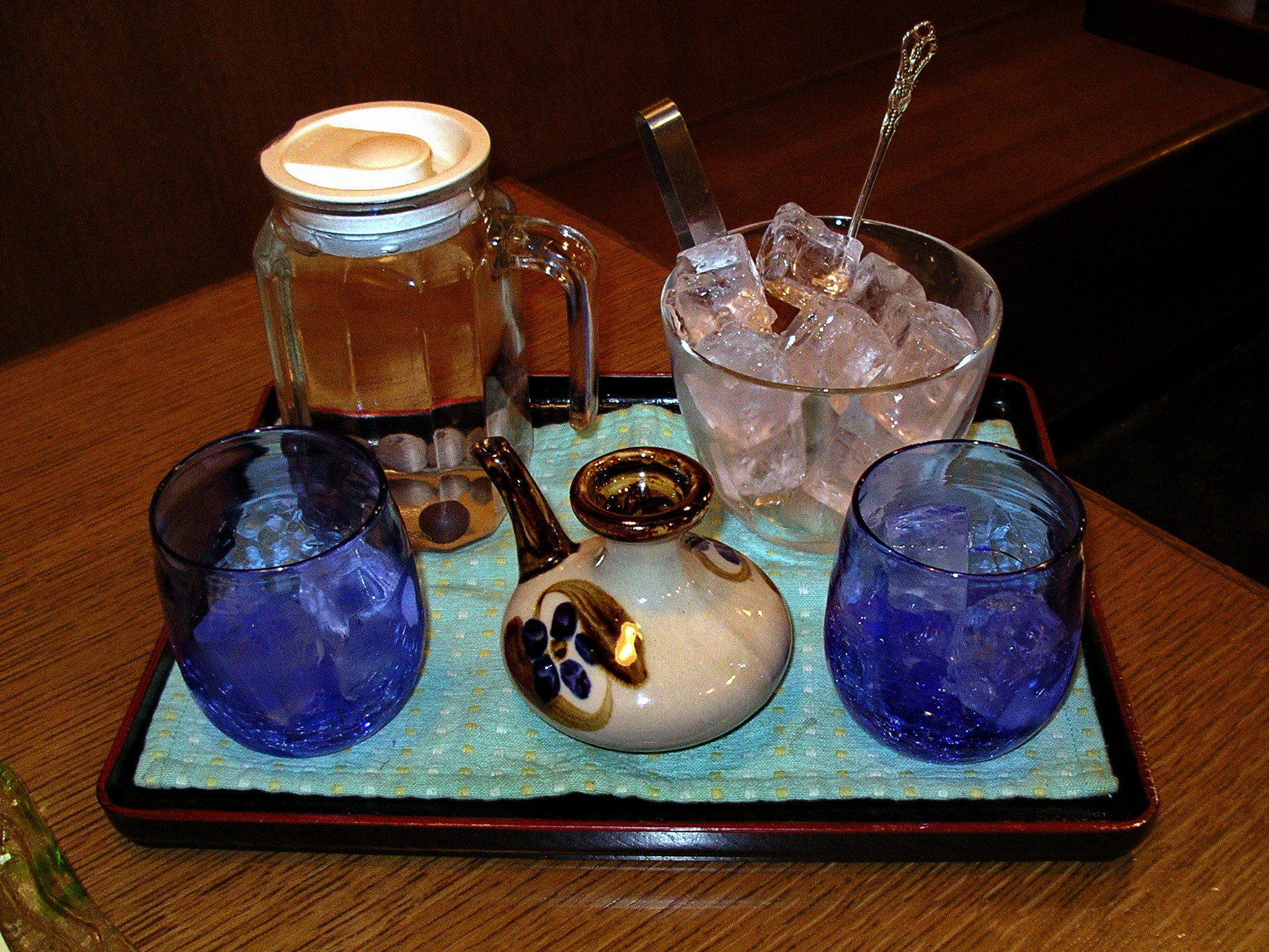
Så här kan Awamori serveras, Okinawa, 2006

Awamori (泡盛) är en alkoholhaltig dryck från Okinawa, Japan. Den bryggs inte utan destilleras från ris. Awamori påminner om sake men är gjord med Indicaris istället för Japonicaris.